# Мартинюк Георгій Якович
Георгій Якович Мартинюк (рос. Георгий Яковлевич Мартынюк; 3 березня 1940, Чкалов — 13 лютого 2014, Москва) — радянський і російський актор театру та кіно, Народний артист Російської Федерації (2003) (роль Пал Палича Знам'янського в телесеріалі «Слідство ведуть ЗнаТоКі»).

## Фільмографія
- 1962 — «У твого порога»
- 1963 — «Тиша»
- 1963 — «Жили-були старий зі старою»
- 1968 — «Щит і меч» (Алоіз Хаген (Олексій Зубов)
- 1985 — «Слідство ведуть ЗнаТоКі. Полуденний злодій»
- 1985 — «Слідство ведуть ЗнаТоКі. Пожежа»
- 1987 — «Слідство ведуть ЗнаТоКі. Бумеранг»
- 1988 — «Слідство ведуть ЗнаТоКі. Без ножа і кастета»
- 1989 — «Слідство ведуть ЗнаТоКі. Мафія»